# Solenocera crassicornis
Solenocera crassicornis is een tienpotigensoort uit de familie van de Solenoceridae. De wetenschappelijke naam van de soort is voor het eerst geldig gepubliceerd in 1837 door H.Milne Edwards.